# Ambalama

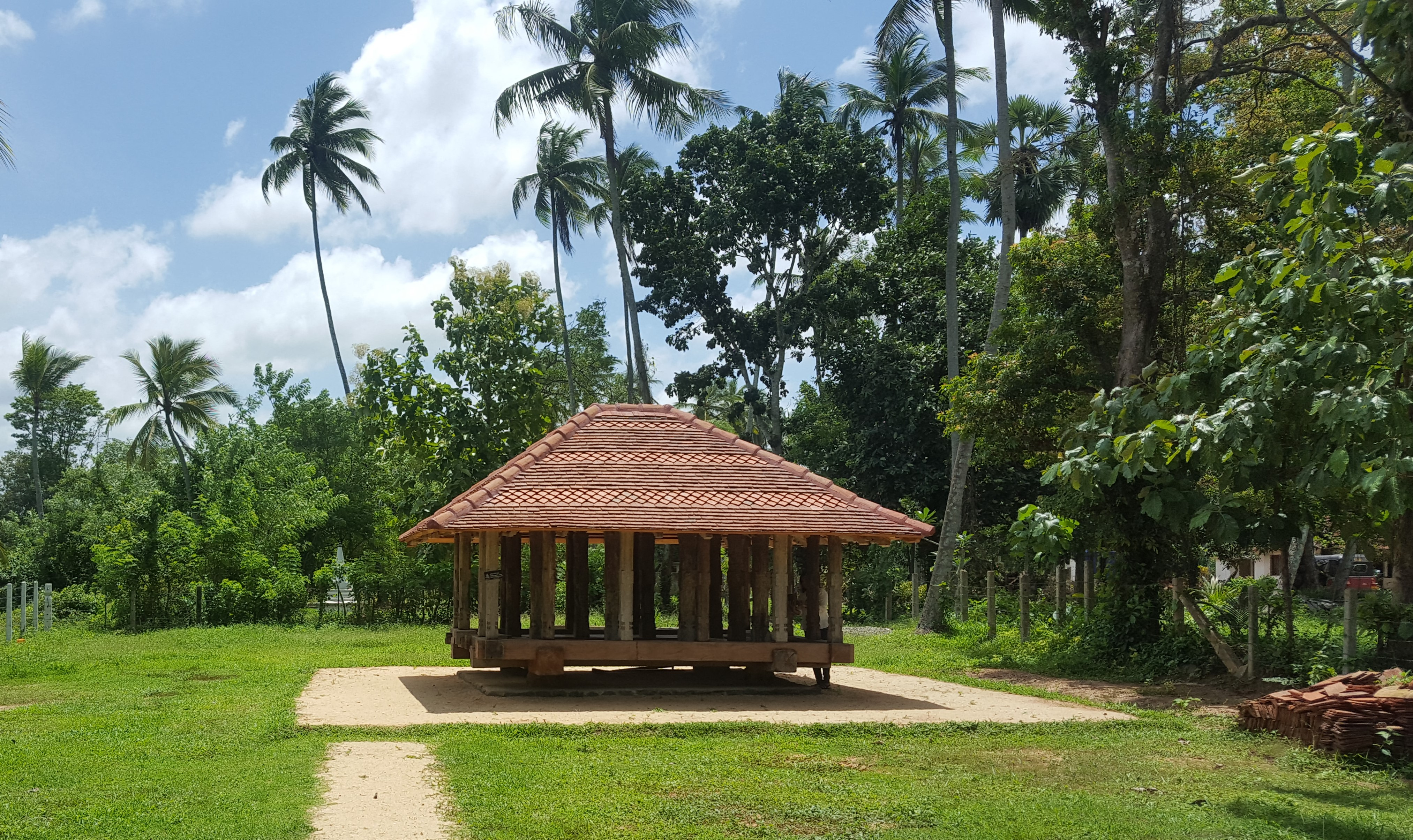
Ambalama de Panavitiya que data de 1700 o antes

Un ambalama (Sinhala: අම්බලම) es un lugar construido para el descanso de peregrinos, comerciantes y viajeros en Sri Lanka. Se trata de una estructura sencilla diseñada para dar cobijo a los viajeros. Los últimos ejemplos de anbalange perduraron hasta aproximadamente finales de la década de 1970. No se cobraba por utilizar un Ambalama.

## Historia
Según Anuradha Seneviratna y Benjamin Polk las casas de descanso para peregrinos como Ambalamas estaban bien establecidas antes del 230 a. C., ya que los reyes del Mauryan daban órdenes grabadas en piedras o columnas de hierro para que se plantaran avenidas de árboles y se construyeran refugios para la comodidad de los peregrinos.Los ambalamas de Sri Lanka, muchos de ellos con varios siglos de antigüedad, se han mantenido cerca de su juventud gracias a las continuas sustituciones de las partes deterioradas y se encuentran entre las estructuras de madera más antiguas de Sri Lanka.Las familias prominentes de una localidad donan y mantienen un refugio, o son levantados por los aldeanos como lugar de descanso y reunión.

## En la literatura
En las sandeshas Salalihini y Gira, hay referencias a Ambalamas.

## Ambalamas prominentes
- Appallagoda Ambalama
- Giruwa Ambalama
- Kadugannawa Ambalama
- Panavitiya Ambalama
- Pita Kotte Gal Ambalama
- Karagahagedara Ambalama
- Padiwita Ambalama
- Marassana Ambalama
- Awariyawala Ambalama
- Godamunne Ambalama
- Kandewela Ambalama
- Hewawissa Ambalama
- Karalliyadda Ambalama
- Udunuwara Pitawala (Pallepitawala) Ambalama
- Patha Hewaheta Elikewala Ambalama